# Orbimorphus constrictus
Orbimorphus constrictus là một loài chân đều trong họ Bopyridae. Loài này được Richardson miêu tả khoa học năm 1910.